# Mandzio
Łukasz Samoń ps. Mandzio (ur. 19 marca 1996) – polski youtuber i streamer, w przeszłości druga najczęściej oglądana osoba na platformie Twitch w Polsce i dziesiąta osoba z największą liczbą subskrypcji na platformie YouTube w Polsce. Obecnie współprowadzący programu Mniej Więcej oraz YOMAO. Współtwórca Kwadratowej masakry (inicjatywy związanej z grą Minecraft) na początku projektu. 

## Życiorys
Tworzył filmiki przeznaczane na platformę YouTube od 2006 roku. 18 lipca 2012 założył kanał Mandzio, na którym wstawiał filmiki typu Let’s Play między innymi z takich gier jak Herobrine's Mansion, Happy Wheels, Symulator kozy i League of Legends. Jego twórczość cechowała się humorystycznym charakterem. W tym czasie występował też z takimi twórcami jak Stuu, Blowek, skkf, Multi i Rezigiusz. Szczególną popularność przyniósł mu udział w projekcie Kwadratowa masakra, czyli na serwerze Minecrafta zrzeszającym większych polskich twórców internetowych.
W latach 2018–2021 współprowadził program Mniej Więcej, który premierę miał na YouTube, a kanał mu przeznaczony zasubskrybowało ponad 797 tysięcy osób. Kilka sezonów programu było emitowanych także w serwisie VOD Ipla.
W 2020 roku dużą uwagę społeczności internetowej, szczególnie na Instagramie, przykuła jego transformacja, w czasie której schudł 50 kilogramów, rozjaśnił włosy i zaczął się ubierać w stylu femboy.
29 grudnia 2022 roku Mandzio zapowiedział, że zawalczy na Fame MMA. Jego przeciwnikiem miał być Karolek. Ich walka była dwukrotnie przekładana ze względu na kontuzje. Ostatecznie do pojedynku doszło we wrześniu 2023 roku na Netto Arenie w Szczecinie. Walka odbyła się w formule K-1 w małych rękawicach. Wygrał Karolek na punkty.
26 lutego 2024 roku na platformie Twitter ogłosił, że rezygnuje z bycia influencerem i dołączył do projektu YOMAO, w ramach którego razem z innym twórcą o pseudonimie Yoshi ma zamiar pomagać i wspierać influencerów w tworzeniu treści. Zadeklarował też otwartość na sporadyczne występy przed kamerą.
13 lipca 2024 roku wraz z Ignacym Łukowskim ogłosili na kanale Mniej Więcej, że format będzie kontynuowany co każdą sobotę o godzinie 18:00.

## Media społecznościowe
Swój główny kanał na YouTube, Mandzio, założył 18 lipca 2012 roku. W 2017 roku jego kanał był dziesiątym polskim kanałem pod względem subskrypcji z liczbą około 1,5 miliona. Do 2024 roku nadal mieścił się w pierwszej setce z liczbą 1,8 miliona.
W rankingu z 2020 roku po raz pierwszy znalazł się w pierwszej piętnastce polskich kanałów Twitcha z największą liczbą obserwujących. Zajął 9. miejsce z liczbą 389 tysiącami obserwujących. W lutym 2021 roku zaliczył rekord miesiąca pod względem liczby widzów w jednym momencie na polskim kanale. Oprócz tego spośród polskich kanałów był drugi pod względem obejrzanych godzin i trzeci pod względem liczby obserwujących. Od 2020 do 2024 roku utrzymywał się na ósmej pozycji z około 640 tysiącami obserwujących.
Zgromadził też ponad 263,9 tysiąca obserwujących na Twitterze i 351,7 tysiąca obserwujących na Instagramie.